# Is It Poppin'?
"Is It Poppin'?" é uma canção do girl group sul-coreano 4Minute. Foi lançada como single digital em 28 de junho de 2013.

## Antecedentes e lançamento
Após cessar as promoções em 9 de junho de 2013 para o single anterior do 4Minute, "What's Your Name", a Cube Entertainment anunciou em 18 de junho que o grupo estaria planejando um "comeback surpresa" mais cedo do que o habitual; elas haviam gravado novas canções, bem como filmado um novo videoclipe. Em 21 de junho, 4Minute anunciou que o título seria "Like Water?" e cujo lançamento ocorreria em 28 de junho. Foi divulgada uma imagem e um vídeo teasers de Sohyun, onde ela está pescando com um sandália. Em 24 de junho, 4Minute lançou uma rodada de imagens teasers de cada uma das garotas. Em 25 de junho, 4Minute anunciou que a canção havia recebido o título em inglês "Is It Poppin'?"
A canção foi escrita e produzida por Brave Brothers. Em uma entrevista com a Newsen, um porta-voz da Cube Entertainment disse que a canção não era "nem um conceito sexy ou carismático, mas um conceito fofo - uma canção de dança hip hop que possui uma sensação do verão". No título em coreano "물 좋아?" (romanizado: Mul Joha?, lit. "Como está a Água?"), é uma gíria que os homens usam para perguntar se as meninas em um clube são quentes. Allkpop descreve a canção como uma faixa de dança hip hop sobre uma garota que está chateada com seu namorado que gosta de festa.
A canção foi lançada em 28 de junho de 2013 como single digital.

## Promoção
O grupo promoveu a canção "Is It Poppin?" em programas musicais. 4Minute fez seu retorno aos palcos no Inkigayo da SBS, no dia 30 de junho. Elas também se apresentaram em outros programas, incluindo Music Bank da KBS, Show! Music Core da MBC e M! Countdown da Mnet, entre os meses de junho e julho.

## Videoclipe
Em 25 de junho de 2013, 4Minute lançou um teaser do videoclipe, que o Allkpop descreveu: "As garotas continuam com o tema aquático, através do novo vídeo teaser elas jogam na chuva, no que parece ser um cenário de festa, tendo um momento para escapar do calor". O videoclipe completo foi lançado em 28 de junho.

## Recepção
Em 26 de junho de 2013, a KBS anunciou que a letra de "Is It Poppin?" foi desqualificada para transmissão, porque ela continha a palavra em inglês "ass". 4Minute planejou remover a palavra do vídeo para reavaliação.
Jeff Benjamin da Billboard notou que, a semelhança de "What's Your Name", "Brave Brothers usa uma fórmula semelhante para a nova faixa de 4Minute, mas tudo parece mais suave". Ele explica que a faixa "usa armadilhas suaves, num piscar de "luzes" a exemplo de Ellie Goulding e um vocal suave e recorrente. Apesar de soar movimentada no papel, a canção flui bem em conjunto, como um pouco da doce mistura de R&B e electro-pop".

## Lista de faixas
| Lista de faixas |                 |                |         |  |
| N.º             | Título          | Letras         | Duração |  |
| 1.              | "Is It Poppin?" | Brave Brothers | 3:23    |  |

## Desempenho nas paradas
O single alcançou o primeiro lugar em sete de nove paradas musicais diárias coreanas, incluindo as da Mnet, Bugs, Olleh Music e SoriBada. A canção classificou-se em terceiro e nono lugar nas paradas da Melon e Cyworld, respectivamente.
| Parada                       | Melhor posição |
| ---------------------------- | -------------- |
| Gaon Singles chart           | 9              |
| Gaon Local Singles chart     | 9              |
| Gaon Streaming Singles chart | 13             |
| Gaon Download Singles chart  | 4              |
| Gaon BGM chart               | 11             |
| Gaon Mobile Ringtone chart   | 4              |
| Billboard K-Pop Hot 100      | 6              |

| País          | Vendas de estreia                    | Vendas totais                        | Período na parada |
| ------------- | ------------------------------------ | ------------------------------------ | ----------------- |
| Coreia do Sul | 116.691 (somente downloads digitais) | 606.713 (somente downloads digitais) | 11 semanas        |

## Créditos
- Jihyun - vocais
- Gayoon - vocais
- Jiyoon - vocais
- Hyuna - vocais, rap
- Sohyun - vocais
- Brave Brothers - produção, composição, arranjo, música